# Загальна публічна ліцензія GNU Affero

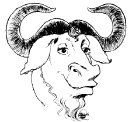
Талісман проекту GNU

GNU Affero General Public License (Загальна громадська ліцензія Affero GNU) або GNU AGPL — вільна ліцензія на програмне забезпечення, видана Фондом Вільних Програм та орієнтована на серверні вебпрограми та вебзастосунки. GNU AGPL подібна до GNU GPL за винятком того, що має додаткову секцію, яка надає право отримати початковий код зміненої програми користувачам, які використовують її через мережу.
Оригінальна Affero General Public License (AGPLv1, Affero GPL) була створена компанією Affero в 2002 році на основі GNU GPL версії 2, за схвалення Free Software Foundation.

## Також дивіться
- GNU General Public License (GPL) — Загальна громадська ліцензія GNU.
- GNU Lesser General Public License (LGPL) — менш жорстка версія GPL, спочатку створена для бібліотек програмного забезпечення, яка дозволяє пов'язання з даною бібліотекою або програмою програми під будь-якою ліцензією, несумісною з GNU GPL.
- GNU Free Documentation License (GNU FDL, GFDL) — ліцензія документації, яка спочатку призначалася для використання з документацією для програмного забезпечення GNU, але також була прийнята для інших проектів, одним з найбільших з них є Wikipedia.
- Розмаїття ліцензій